# Adolfo Bioy Casares
Adolfo Bioy Casares (Buenos Aires, 15 settembre 1914 – Buenos Aires, 8 marzo 1999) è stato uno scrittore, giornalista, saggista e poeta argentino.
Grande amico e collaboratore del suo celebre connazionale Jorge Luis Borges, l'opera di Bioy Casares si segnala per la complessità della sua prosa, caratterizzata dal sapiente amalgama di realismo, fantastico, fantascienza e orrore.

## Biografia
Bioy Casares nacque a Buenos Aires, nipote di un ricco proprietario terriero e produttore caseario. Scrisse la sua prima storia ("Iris y Margarita") all'età di 11 anni.
La più nota delle opere di Adolfo Bioy Casares è il romanzo L'invenzione di Morel (La invención de Morel), da cui sarà tratto l'omonimo film. La storia mescola realismo, fantasy, fantascienza e terrore. Il primo racconto di Bioy Casares apparso in Italia fu L'altro labirinto, di genere fantascientifico, e comparve sul n. 6 (maggio-giugno 1964) della rivista Futuro.
A Bioy Casares sono stati conferiti numerosi premi e riconoscimenti, fra cui il Gran Premio de Honor della SADE (la Società Argentina degli Scrittori, 1975) e il Premio Miguel de Cervantes (concessogli nel 1991 ad Alcalá de Henares). Nel 1981 è stato inoltre insignito della più prestigiosa onorificenza francese, la Légion d'honneur e, nel 1986, ha ottenuto il titolo di cittadino onorario di Buenos Aires.
È sepolto nel cimitero della Recoleta di Buenos Aires.

### Vita privata
Fu amico e assiduo collaboratore di Jorge Luis Borges e scrisse numerose storie con lui, sotto lo pseudonimo di Honorio Bustos Domecq.
Bioy Casares e Borges furono presentati nel 1932 a Victoria Ocampo, la cui sorda e nera sorella, Silvina Ocampo, sposò Bioy Casares nel 1940. Nel 1954 adottarono Marta, la figlia che Bioy Casares aveva avuto da un'altra donna. Marta morirà nel 1994 in un incidente automobilistico, tre settimane dopo la morte di Silvina Ocampo, lasciando tre bambini.
Il patrimonio di Silvina Ocampo e Adolfo Bioy Casares fu accordato da un tribunale di Buenos Aires a un altro figlio, Fabián Bioy - nato da un'altra relazione di Adolfo Bioy Casares - poco prima che morisse, all'età di 40 anni, nel febbraio del 2006.

## Premi e riconoscimenti
- 1990 - Premio Miguel de Cervantes

## Opere

### Romanzi
- L'invenzione di Morel (La invención de Morel, 1940), trad. di Livio Bacchi Wilcock, Bompiani, Milano, 1966; trad. di Francesca Lazzarato, Sur, Roma, 2017, ISBN 978-88-699-8062-6.
- Piano di evasione (Plan de evasión, 1945), trad. di Gianni Guadalupi, Bompiani, Milano, 1969; Lucarini, Roma, 1989; Piano d'evasione, trad. di Romana Petri, Cavallo di Ferro, Roma, 2009, ISBN 978-88-790-7046-1.
- Il sogno degli eroi (El sueño de los héroes, 1954), trad. di Livio Bacchi Wilcock,  Bompiani, Milano, 1968.
- Diario della guerra del maiale (Diario de la guerra del cerdo, 1969), trad. di Livio Bacchi Wilcock,  Bompiani, Milano, 1971; trad. di Anna Devoto, Collana Zanzibar, Giunti, Firenze, 1997, ISBN 978-88-854-1940-7; Diario della guerra al maiale, trad. di Romana Petri, Cavallo di ferro, Roma, 2007, ISBN 978-88-790-7023-2.
- Dormire al sole (Dormir al sol, 1973), trad. di Francesco e Lina Tentori Montalto, Torino, Einaudi, Torino, 1979; trad. di Francesca Lazzarato, Collana Sur. Nuova serie n.21, Milano, SUR, 2018, ISBN 978-88-699-8129-6.
- L'avventura di un fotografo a La Plata (La aventura de un fotógrafo en La Plata, 1985), trad. di Elena Clementelli, Editori Riuniti, Roma, 1987; trad. di Francesca Lazzarato, Collana Sur. Nuova serie n.52, Milano, SUR, 2021, ISBN 978-88-699-8263-7.
- Un campeón desparejo, 1993
- De un mundo a otro, 1998

### Raccolte di racconti
- Con e senza amore (Historias de amor, 1972), trad. di Giuliano Soria, SEI, Torino, 1984, ISBN 978-88-050-3843-5.
- Il lato dell'ombra e altre storie fantastiche (Historias fantasticas, 1972),  trad. di Dario Puccini, Glauco Felici, Beniamino Vignola, Editori Riuniti, Roma, 1984.
- L'eroe delle donne (El héroe de las mujeres, 1978), trad. di Daniela Raggiu, Cavallo di ferro, Roma, 2009, ISBN 978-88-790-7059-1.
- L'orologiaio di Faust e altri racconti (Historias desaforadas, 1986), trad. di Fausta Antonucci, Introduzione e cura di Simona Regazzoni, Collezione Biblioteca n.91, Studio Tesi, Pordenone, 1990, ISBN 978-88-769-2241-1.
- L'altro labirinto, a cura di Lucio D'Arcangelo, Lucarini, Roma, 1988
- Un viaggio inatteso, trad. di Fausta Antonucci, Prefazione di Gianni Ferracuti, Collana Piccola Biblioteca Universale n.10, Studio Tesi, Pordenone, 1993, ISBN 978-88-769-2436-1.
- Una bambola russa (Una muñeca rusa, 1990), trad. di Gina Maneri, Collana Zanzibar, Firenze, Giunti, 1993, ISBN 978-88-854-1915-5.
- Un leone nel parco di Palermo, a cura di Glauco Felici, Einaudi, Torino, 2005, ISBN 978-88-061-7321-0.
- Una magia modesta, 1997

### Opere in collaborazione
Con Jorge Luis Borges
- Seis problemas para don Isidro Parodi, 1942 (Sei problemi per don Isidro Parodi, trad. di Vanna Brocca, Palazzi, Milano, 1971; Editori riuniti, Roma, 1978; Studio Tesi, Pordenone, 1990; trad. di Lucia Lorenzini, Adelphi, Milano, 2012)
- Dos fantasías memorables, 1946
- Un modelo para la muerte, 1946 (Un modello per la morte, trad. di Vanna Brocca, Palazzi, Milano, 1972; Editori riuniti, Roma, 1980; Studio tesi, Pordenone, 1991)
- Cuentos breves y extraordinarios, 1955 (Racconti brevi e straordinari, trad. di Gianni Guadalupi, Franco Maria Ricci, Parma, 1973; trad. e cura di Tommaso Scarano, Adelphi, Milano, 2020)
- Libro del cielo y del infierno, 1960 (Cielo e inferno, trad. di A. Porta e M. Ravoni; Franco Maria Ricci, Parma, 1972; Libro del cielo e dell'inferno, a cura di Tommaso Scarano, Adelphi, Milano, 2011)
- Crónicas de Bustos Domecq, 1967 (Cronache di Bustos Domecq, trad. di Francesco Tentori Montalto, Einaudi, Torino, 1975)
- Invasión, 1969. Sceneggiatura del film omonimo insieme al regista del film Hugo Santiago
- Los mejores cuentos policiales, 1972 (I signori del mistero. Antologia dei migliori racconti polizieschi, Editori Riuniti, Roma, 1982;  Studio Tesi, Pordenone, 1991)
- Nuevos cuentos de Bustos Domecq, 1977 (Nuovi racconti di Bustos Domecq, trad. di Tilde Riva, Franco Maria Ricci, Parma, 1977; Mondadori, Milano, 1991)
- Museo. Textos inéditos, 2003

Con Silvina Ocampo
- Los que aman, odian, 1946 (Chi ama, odia, a cura di Angelo Morino, Einaudi, Torino, 1988)

Con Jorge Luis Borges e Silvina Ocampo
- Antología de la literatura fantástica, 1940 (Antologia della letteratura fantastica, Editori Riuniti, Roma, 1981; Einaudi, Torino, 2007)

#### Antologie
- Antología de la literatura fantástica (1940, con Jorge Luis Borges e Silvina Ocampo)
- Antología poética argentina (1941, con Jorge Luis Borges e Silvina Ocampo)
- Los mejores cuentos policiales (1943, con Jorge Luis Borges)
- Los mejores cuentos policiales. Segunda serie (1951, con Jorge Luis Borges)
- Cuentos breves y extraordinarios (1955, con Jorge Luis Borges)
- Libro del cielo y del infierno (1960, con Jorge Luis Borges)

### Diari
- Unos días en el Brasil, 1991
- Descanso de caminantes, Edición de Daniel Martino, 2001.
- Borges, Edición al cuidado de Daniel Martino, Collección imago mundi volumen 101, Barcelona: Ediciones Destino, settembre 2006; Buenos Aires: Destino, 2006, pp.1680, ISBN 950-732-085-7.
- Wilcock, Edición de Daniel Martino, 2021.

### Saggi
- La otra aventura, 1968
- Memoria sobre la pampa y los gauchos, 1970
- Breve diccionario del argentino exquisito, 1971
- De las cosas maravillosas, 1999

### Altro
- Memorias, 1994 (autobiografía)
- En viaje, 1967; Editado por Daniel Martino, 1996.
- Fernando Sorrentino, Sette conversazioni con Adolfo Bioy Casares, (Siete Conversaciones con Adolfo Bioy Casares, 1992) trad. di Armando Francesconi e Laura Lisi, a cura di  María José Flores Requejo, Chieti, Solfanelli Edizioni, 2014, ISBN 978-88-749-7855-7. [dialoghi tenuti nel 1988]
- De jardines ajenos. Libro abierto, curatela in collaborazione con Daniel Martino, 1997. [frasi, poesie e altri testi]

### Sceneggiature
- Los orilleros, 1955
- El paraíso de los creyentes, 1955
- Invasión, in coll. con J.L. Borges, 1969, diretto da Hugo Santiago Muchnik
- Les Autres, 1971, diretto da Hugo Santiago Muchnik

### Testi ripudiati dall'autore
- Prólogo, 1929, racconti e miscellanee.
- 17 disparos contra lo porvenir, 1933, racconti con lo pseudonimo di Martín Sacastru.
- Caos, 1934, racconti.
- La nueva tormenta o La vida múltiple de Juan Ruteno, 1935), romanzo.
- La estatua casera, 1936, miscellanea.
- Luis Greve, muerto, 1937, racconti.

### Raccolte antologiche originali
- Adolfo Bioy Casares (1963)
- Adversos milagros (1969)
- Historias fantásticas (1972)
- Historias de amor (1972)
- La trama celeste y otros relatos (1983)
- Obras escogidas (1985)
- Páginas de Adolfo Bioy Casares seleccionadas por el autor (1985)
- El viaje y la otra realidad (1988)
- La invención y la trama (1989)

## Film ispirati alle opere di Adolfo Bioy Casares
- L'invenzione di Morel, 1974, regia di Emidio Greco
- Los que aman, odian (2017) Regia di Alejandro Maci.